# شارلي بيرار
شارلي بيرار (بالفرنسية: Charly Bérard)‏ ولد بتاريخ 27 سبتمبر 1955 في نيس، هو دراج فرنسي سابق.

## روابط خارجية
- شارلي بيرار على موقع أرشيف الدراجات (الإنجليزية)
- شارلي بيرار على موقع إحصائيات الدراجات الإحترافية (الإنجليزية)